# Casaquin
 (août 2024).
Si vous disposez d'ouvrages ou d'articles de référence ou si vous connaissez des sites web de qualité traitant du thème abordé ici, merci de compléter l'article en donnant les références utiles à sa vérifiabilité et en les liant à la section « Notes et références ».

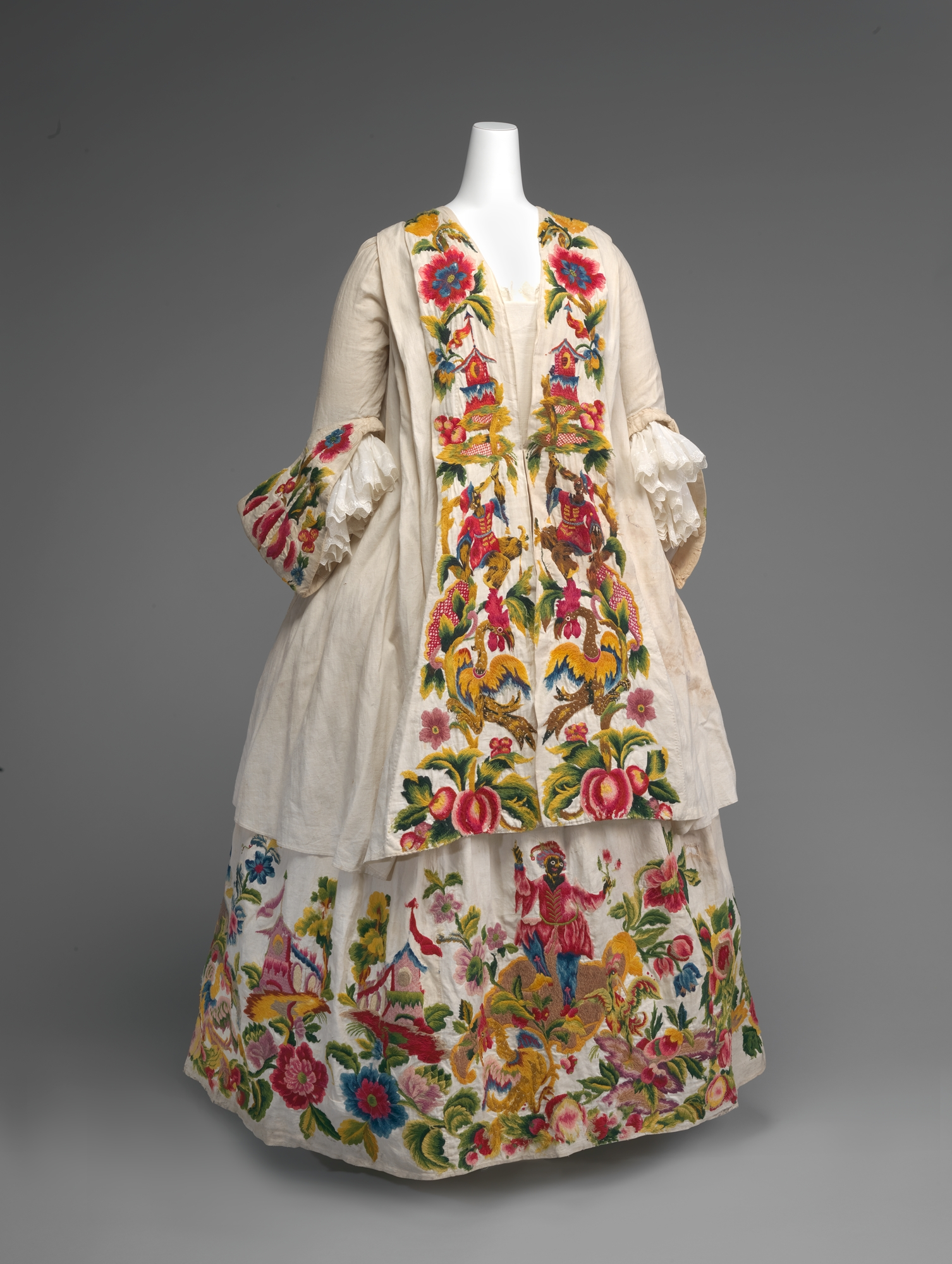
Ce casaquin (entre 1725 et 1740, Italie) du Metropolitan Museum of Art présente des broderies en laine représentant des oiseaux, des pagodes et des fleurs exotiques. Les fleurs reflètent le style chinoiseries couramment utilisé par les stylistes tout au long du XVIIIe siècle. Les personnages brodés qui apparaissent comme des bouffons peuvent être qualifiés de grotesques. Il s'agit d'un autre style couramment utilisé au XVIIIe siècle, dans lequel les personnages sont représentés par des formes déformées créant une image mystérieuse, voire désagréable. Ce dessin représente l'influence du créateur du XVIIe siècle, Jean Berain. Les postures des figures représentées sont également identifiées comme un symbole couramment utilisé au XVIIIe siècle pour représenter les 4 continents.

Le casaquin est une pièce du vêtement féminin de la fin du XVIIe siècle et du début du XVIIIe. 
Le terme désigne à l'origine une petite casaque d'homme puis un corsage ajusté porté sur la jupe par les femmes du peuple ou de la campagne.

## Galerie

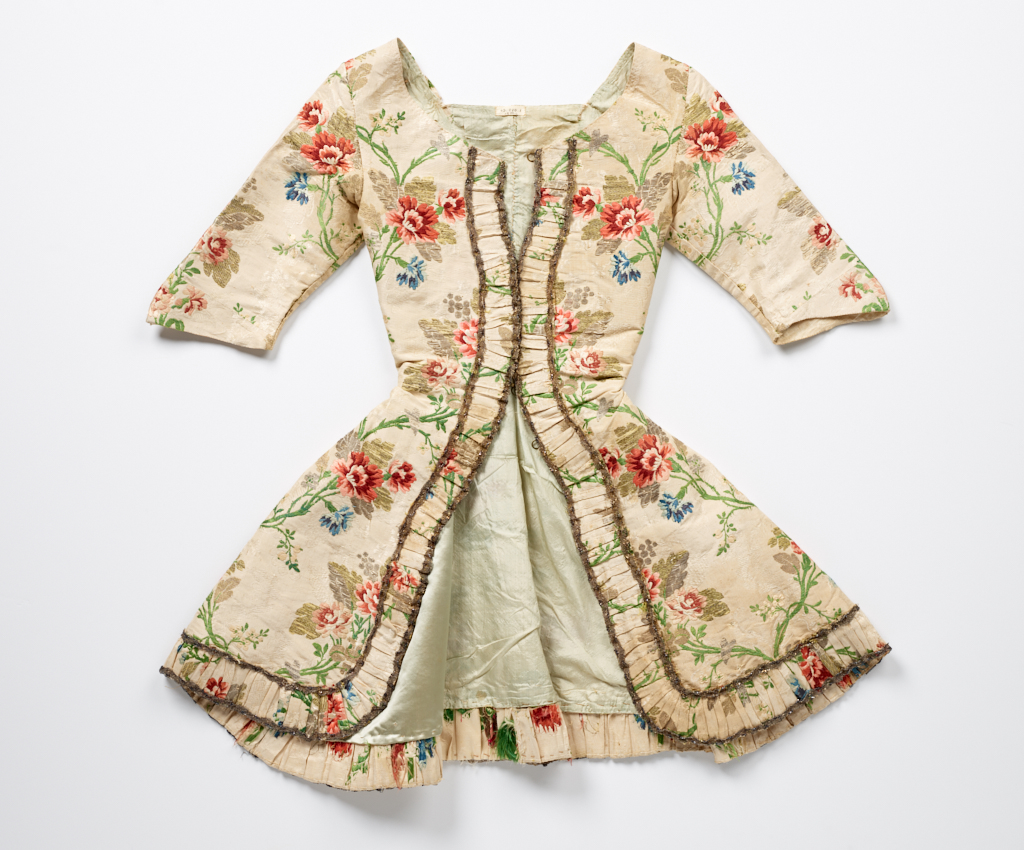
Ce casaquin (années 1700, français) provient du RISD Museum et met en évidence une autre utilisation des casaquins. Sa petite taille indique qu'il n'était pas porté par une femme mais plutôt utilisé pour décorer une sculpture religieuse. Le tissu est constitué de soie tissée avec des fils métalliques et un motif floral. La fermeture et le bas du vêtement sont accessoirisés de bobines métalliques.